# Кодон
Кодон је триплет нуклеотида, односно, три узаступна иста или различита нуклеотида информационе-РНК који представља шифру (код) за једну аминокиселину. Кодон представља препис (транскрипт) одговарајућег триплета гена у ДНК. 
Једна аминокиселина може да буде кодирана са једним или већим бројем кодона. Само аминокиселине метионин и триптофан одређене су са по једним кодоном, док све остале одређује већи број кодона.
Кодони се у процесу транслације преводе помоћу антикодона т-РНК.